# Blake Cooper
Blake Cooper (Atlanta, 10 ottobre 2001) è un attore statunitense.
È conosciuto principalmente per aver recitato nel film Maze Runner - Il labirinto.

## Biografia
Cooper è nato ad Atlanta, in una piccola fattoria di animali. È stato ingaggiato dall'agenzia di talenti J Pervis Talent Agency a 10 anni, dopo essere stato notato in un evento locale. Successivamente ha ottenuto i suoi primi ruoli in televisione. Dopo alcune apparizioni minori, nel 2014 ha fatto parte del cast dello sci-fi Maze Runner - Il labirinto, adattamento cinematografico del romanzo Il labirinto di James Dashner. In questa pellicola ha interpretato il ruolo di Chuck, al fianco del protagonista Dylan O'Brien. Dopo aver letto il romanzo, Cooper si è particolarmente affezionato al personaggio di Chuck, tanto che, appena venuto a sapere della produzione dell'adattamento cinematografico, ha contattato il regista Wes Ball tramite Twitter, esprimendogli direttamente il suo interesse per il ruolo.

## Filmografia

### Cinema
- Parental Guidance, regia di Andy Fickman (2012) non accreditato
- Prosper, regia di Deronte Smith (2014)
- Maze Runner - Il labirinto (The Maze Runner), regia di Wes Ball (2014)
- The Late Bloomer, regia di Kevin Pollak (2016)

### Televisione
- The Game - serie TV, episodio 5x14 (2012)
- Terapia d'urto (Necessary Roughness) - serie TV, episodio 2x06 (2012)
- It's Supernatural - talk show (2012)
- Cocked, regia di Jordan Vogt-Roberts - film TV (2015)